# Grabonoš
Grabonoš je naselje u slovenskoj Općini Svetom Juriju ob Ščavnici. Grabonoš se nalazi u pokrajini Štajerskoj i statističkoj regiji Pomurju. 

## Stanovništvo
Prema popisu stanovništva iz 2002. godine naselje je imalo 222 stanovnika.